# NCOA7
NCOA7‏ (Nuclear receptor coactivator 7) هوَ بروتين يُشَفر بواسطة جين NCOA7 في الإنسان.